# Толстоклювые буревестники
Толстоклювые буревестники или просто буревестники (лат. Procellaria) — род южных океанских длиннокрылых морских птиц семейства буревестниковых (Procellariidae).
Птицы имеют трубчатые ноздри. В желудке производят вещество, содержащее эфирные воски и триглицериды. Эти вещества выполняют две функции. Когда хищники угрожают птицам или их птенцам, они плюют субстанцию на них, эта субстанция имеет ужасный запах. Также они могут переваривать эфирные воски, что является высокоэнергетическим источником пищи, на протяжении долгих полётов или периода времени, когда они высиживают свои яйца. Наконец, они имеют соленую железу, которая размещается выше их носовых отверстий и помогает поддерживать гомеостаз, поскольку они пьют морскую воду. Они выделяют соленые отходы наружу через трубчатые отверстия на клюве.
В состав рода включают пять видов, которые близки к родам Pachyptila и Halobaena:
- Procellaria aequincotialis — Белогорлый буревестник[1]
- Procellaria cinerea — Южный серый буревестник[3]
- Procellaria consicillata — Очковый буревестник[4]
- Procellaria parkinsoni — Чёрный буревестник[1]
- Procellaria westlandica — Вестландский буревестник

Эти птицы постоянно летают над морями, своими мощными крыльями они редко делают взмахи, отдавая преимущество парящему полёту. Эта техника сохраняет энергию. На протяжении сезона размножения они на береговых кручах островов высиживают своё единственное яйцо.
Из пяти видов четыре включены в список МСОП как уязвимые и один — как близкий к угрожающему.